# Glaucorhabda
Glaucorhabda là một chi bọ cánh cứng trong họ Chrysomelidae.
Chi này được miêu tả khoa học năm 1910 bởi Weise.

## Các loài
Các loài trong chi này gồm:
- Glaucorhabda cyaneovittata (Fairmaire, 1880)
- Glaucorhabda latesuturata (Fairmaire, 1898)
- Glaucorhabda madagascariensis (Jacoby, 1897)